# 비욘드 판타지 픽션

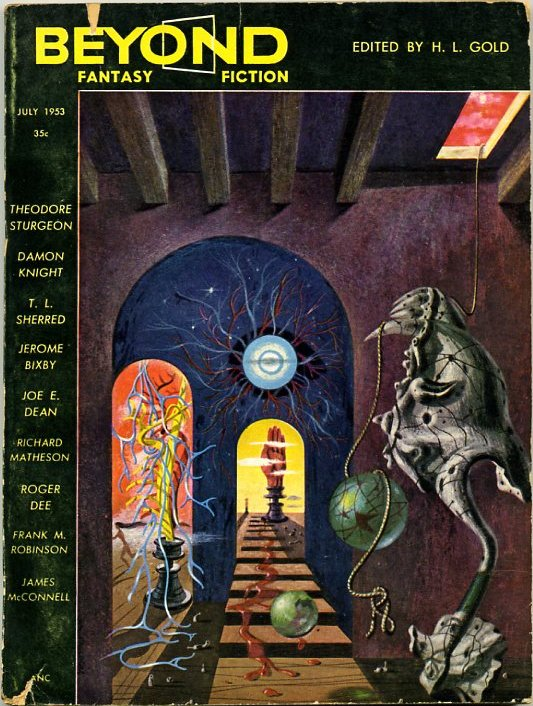
1953년 7월 제1판

비욘드 판타지 픽션(Beyond Fantasy Fiction)은 H. L. 골드가 편찬한 미국의 판타지 소설 잡지로, 1953년부터 1955년까지 단 10호만 발행되었다. 마지막 두 호에는 비욘드 픽션(Beyond Fiction)이라는 표지 제목이 붙었지만 저작권 목적으로 발행물의 이름은 이전과 동일하게 유지되었다.
상업적으로 성공하지는 못했지만 아이작 아시모프, 레이 브래드버리, 필립 K. 딕과 같은 작가들의 단편 소설이 다수 포함되어 있다. 이 출판물은 비평가들에 의해 1943년에 출판이 중단된 판타지 잡지인 언노운 (잡지)의 전통을 계승한 것으로 묘사되었다. 이 출판물은 과학적 설명이 포함된 늑대인간 이야기와 같은 합리적인 기반을 갖춘 판타지를 인쇄한 것으로 유명했다. 비욘드의 이야기 모음은 1963년에 비욘드라는 제목으로 문고판 형식으로 출판되었다.